# Das Mädchenschiff
Das Mädchenschiff (in Deutschland) bzw. Lebende Ware (in Österreich) ist ein deutsch-österreichisches Stummfilmmelodram aus dem Jahre 1929 von Robert Wohlmuth mit Margot Walter und Luigi Serventi in den Hauptrollen.

## Handlung
“Lebende Ware”, dabei handelt es sich um eine Reihe von Mädchen bzw. junger Frauen, die, zu Schönheitsköniginnen gewählt, als Revuegirls eingestellt und auf dem titelgebenden Mädchenschiff nach Übersee verfrachtet werden. Doch anders als in thematisch ähnlichen Geschichten aus der Frühzeit des Stummfilms, dreht es sich hierbei nicht um die Übeltaten eines gewissenlosen Menschenhändlers, sondern um die Aktivitäten eines tatsächlichen Revuenbetreibers, der lediglich bezichtigt wird, einen schwunghaften Mädchenhandel zu betreiben. Dieser Mann heißt Charles Barrow und managt die jungen Damen, darunter auch die derzeitige Miss Europe. Ihnen allen winkt ein Engagement am Globe-Theater im exotischen Costa Remo. Zwischen Miss Europe und Charles entwickelt sich auf der Überfahrt per Schiff allmählich eine Liebesbeziehung. 
Umso entsetzter sind die jungen Damen an Bord, als plötzlich zwei angebliche Detektive auftauchen, die Barrow wegen angeblichen Mädchenhandels verhaften. Was die Frauen nicht wissen: Die „Detektive“ sind zwei Handlanger des berüchtigten Chefs eines Mädchenhändlerringes. Jener Jack Brown will nämlich Barrow aus dem Weg schaffen, um der jungen Damen habhaft zu werden, denn es warten einige an ihnen interessierte Kunden, die in Asien Bordelle betreiben. Barrow aber lässt sich nicht einfach so schachmatt setzen, sondern kann sich befreien. Er entreißt seine Schutzbefohlenen auf dem Mädchenschiff, die „Lebende Ware“ wie der österreichische Filmtitel verrät, den beiden Gangstern und kann die Festnahme Browns veranlassen. Es stellt sich heraus, dass Charles Barrow kein Künstlermanager, sondern vielmehr ein Regierungsbeamter ist, der dem Treiben der Jack Browns das Handwerk legen sollte. Nun kann Charles nicht nur das Mädchenschiff sicher an seinen Bestimmungsort bringen, sondern auch seine Miss Europe in den Hafen der Ehe führen.

## Produktionsnotizen
Das Mädchenschiff entstand im April und August 1929 im Schönbrunn-Atelier von Wien und passierte am 23. September desselben Jahres die Zensur. Die deutsche Premiere war am 28. Oktober 1929 in Berlins Primus-Palast. Der mit Jugendverbot belegte Siebenakter besaß bei seiner Uraufführung eine Länge von gut 2120 Metern. In Wien lief der Streifen am 3. Januar 1930 in gleich acht Kinos an. 
Fritz Deitz übernahm die Produktionsleitung, Hans Ledersteger gestaltete die Filmbauten.

## Kritik
„(…) Das wird von Siegfried Bernfeld erzählt mit den nötigen Spannungsmomenten. Robert Wohlmuth nutzt diese Spannung aus, bringt im Ausspielen der Szenen das Milieu, das sein Publikum haben will, das Milieu der Sklavenhändler mit weißem Fleisch. (…) Geschickt verfährt er in der Wahl seiner Typen, hol sich Kerls heraus mit Stiernacken und Verbrecherphysiognomien. (…) Sein Kameramann Hans Theyer photographiert das ausgezeichnet, versteht es, Verbrechergesichter riesengroß herausprallen zu lassen. (…) Margot Landa spielt die Heldin voll Charme. Mit dem sicheren Gefühl, wie sie sich geben, wie sie sich kleiden muß. Lustig ausgelassen zuerst, dann glaubhaft schlicht in der Rolle des gehetzten Mädchens, das vom Grauen gepackt wird. (…) Luigi Serventi ein eleganter Retter.“

„Der Mädchenhandel ist nachgerade ein aktuelles Filmthema geworden, das sich alle möglichen Abwandlungen gefallen lassen muß. (…) Von … Das Mädchenschiff ist weit weniger Rühmens zu machen. Obwohl er nach einer wahren Begebenheit gedreht sein soll, mutet er doch ziemlich unwahrscheinlich an. Das liegt offenbar an der Art seiner Durchführung. Die Listen des Mädchenhändlers sind zu plump, die Bestechlichkeit der Polizeiagenten ist viel zu offenkundig. Von dem vorzüglichen Typ des Mädchenhändlers abgesehen, ist auch die Darstellung reichlich primitiv; wofür die hübschen Mädchenbeine nicht zu entschädigen vermögen.“

„Photographiert und gespielt wird nicht übel. Da ist Theodor Pištěk, eine prächtige, wild-schmierige Type, da ist Margot Landa als blonde Exportware, da ist El Dura, kleines Spielwunder aus dem Mulattenland, mit einem „schmissigen“ Rausschmeißer ist Luigi Serventi mit diskretem Spiel. Aber der Autor läßt ja alle im Stich.“